# Klasična arhitektura
Klasična arhitektura navadno označuje arhitekturo, ki je bolj ali manj zavestno izpeljana iz načel grške in rimske arhitekture klasične antike oziroma včasih iz Vitruvijevih del. Različni slogi klasične arhitekture so obstajali v karolinški renesansi in italijanski renesansi. Čeprav se lahko klasični slogi arhitekture močno razlikujejo, lahko na splošno rečemo, da se opirajo na skupen "besednjak" dekorativnih in konstruktivnih elementov. V večjem delu zahodnega sveta so v zgodovini arhitekture od renesanse do druge svetovne vojne prevladovali različni klasični arhitekturni slogi, še danes jih uporablja veliko arhitektov.
Pojem klasična arhitektura se uporablja tudi za vse načine arhitekture, ki so se razvili v imenitne oblike, na primer klasična kitajska arhitektura ali klasična arhitektura Majev. Lahko se nanaša tudi na katero koli arhitekturo, ki uporablja klasično estetsko filozofijo. Izraz se lahko uporablja drugače "tradicionalna arhitektura" ali "ljudska arhitektura", čeprav lahko z njima deli osnovna načela.
Za sodobne stavbe po prvotnih klasičnih načelih se lahko uporablja izraz neoklasična arhitektura.

## Zgodovina

### Izvor
Klasična arhitektura izhaja iz arhitekture starodavne Grčije in starodavnega Rima. Z razpadom zahodnega dela rimskega imperija  arhitekturne tradicije rimskega imperija v večjem delu zahodne Evrope niso bile več zanimive. V bizantinskem cesarstvu so živeli stari načini gradnje, vendar se je sorazmerno hitro razvil poseben bizantinski slog.  Prvo zavestno prizadevanje za vrnitev klasične antike v zahodno arhitekturo je mogoče najti v karolinški renesansi poznega 8. in v 9. stoletju. Vrata samostana v Lorschu (okoli leta 800) v današnji Nemčiji so zanimiva kot sistem izmenično pritrjenih stebrov in lokov, ki bi lahko bili skoraj neposredna ponovna predstavitev na primer Koloseja v Rimu. Bizantinska arhitektura lahko tako kot romanska in celo do neke mere gotska arhitektura (s katero se pogosto primerja klasična arhitektura) vključuje tudi klasične elemente in podrobnosti, vendar v enaki meri ne izraža zavestnega prizadevanja, da se opira na arhitekturne tradicije antike. Na primer, ne opazujejo ideje o sistematičnem redu proporcev za stebre. Zato se v splošnem ne štejejo za klasične arhitekturne sloge v strogem pomenu.

### Razvoj
Med italijansko renesanso in koncem gotskega sloga so si arhitekti, kot so Leon Battista Alberti, Sebastiano Serlio in Giacomo Barozzi da Vignola prizadevali, da bi oživili arhitekturo starodavnega Rima. Študirali so antično rimsko arhitekturno razpravo O arhitekturi (De architectura), ki jo je napisal Vitruvij, pručevali so tudi ostanke starih rimskih stavb v Italiji. Kljub temu klasična arhitektura renesanse že od začetka zelo specifično razlaga klasične ideje. V Ospedale degli Innocenti (bolnišnici nedolžnih, sirotišnici) v Firencah arhitekta Filippa Brunelleschija, eni najstarejših renesančnih stavb (zgrajena leta 1419–45) obdelava stebrov na primer nima neposrednega predhodnika v starodavni rimski arhitekturi. V tem času se je študija starodavne arhitekture razvila v arhitekturno teorijo klasične arhitekture. Poenostavljeno lahko rečemo, da klasična arhitektura s svojo raznovrstnostjo oblik že od nekdaj upošteva arhitekturna pravila, določena v antiki.
Večino slogov, ki izvirajo iz porenesančne Evrope, je mogoče opisati kot klasično arhitekturo. To široko uporabo izraza uporablja sir John Summerson v klasičnem jeziku arhitekture. Elementi klasične arhitekture so bili uporabljeni v radikalno drugačnih arhitekturnih kontekstih, kot so tisti, za katere so bili razviti. Na primer baročna in rokokojska arhitektura sta sloga, ki sta sicer klasična v koreninah, a sta razvila lastno arhitekturo. V teh obdobjih se je arhitekturna teorija še vedno sklicevala na klasične ideje, a manj iskreno kot v renesansi.
Arhitekturni teoretiki iz obdobja okrog leta 1750, znano kot neoklasicizem, so znova in znova poskušali posnemati antiko, podprto z najnovejšim razvojem klasične arheologije in željo po arhitekturi, ki temelji na jasnih pravilih in racionalnosti, kot odziv na pozne baročne in rokokojske oblike. Med prvimi teoretiki neoklasicizma so bili Claude Perrault, Marc-Antoine Laugier in Carlo Lodoli, med bolj radikalnimi in vplivnimi pa Étienne-Louis Boullée, Claude Nicolas Ledoux, Friedrich Gilly in John Soane.  Neoklasicistična arhitektura je imela posebno močan položaj na arhitekturnem prizorišču okoli 1750–1850. Konkurenčni neogotski slog je postal v zgodnjih 1800-ih bolj priljubljen, kasneje v 19. stoletju pa so bili značilni številni slogi, nekateri so bili le malo ali sploh niso bili povezani s klasicizmom (kot je art nouveau) in eklekticizem. Čeprav je klasična arhitektura še naprej igrala pomembno vlogo in nekaj časovnih obdobij vsaj na lokalni ravni prevladovala na arhitekturnem prizorišču, kot na primer klasična arhitektura v svoji strožji obliki, ki jo ponazarja "nordijski klasicizem" v 20. stoletju, nikoli ni dobila prevladujočega položaja. S prihodom modernizma v začetku 20. stoletja se je klasična arhitektura skoraj popolnoma ustavila.

### Obseg
Klasični arhitekturni slogi so zelo dolgo prevladovali v zahodni arhitekturi, približno od renesanse do prihoda modernizma. To pomeni, da je bila klasična antika vsaj v teoriji glavni vir navdiha arhitekturnih prizadevanj na Zahodu večino sodobne zgodovine. Kljub temu klasicizem zaradi liberalnih, osebnih ali teoretično različnih razlag antične dediščine pokriva širok spekter slogov, nekateri celo tako, da lahko govorimo o navzkrižju, kot je neopaladijska arhitektura, ki se navdihuje v delih italijanske renesanse arhitekta  Andrea Palladia, ki je našel navdih v antični rimski arhitekturi. Poleg tega je mogoče trditi (kot je bilo že omenjeno), da lahko stilistična arhitektura, ki običajno ne velja za klasično, kot je gotska, vsebuje klasične elemente. Zato je težko enostavno razmejiti obseg klasične arhitekture. Za bolj ali manj opredeljene značilnosti je še vedno mogoče reči, da se sklicujejo na starogrško ali rimsko arhitekturo ter arhitekturna pravila ali teorije, ki izhajajo iz te arhitekture.

## Okamnitev
V arhitekturi se beseda petrifikacija ali okamnitev pogosto uporablja pri razpravi o razvoju svetih struktur, kot so templji, predvsem glede na razvoj v grškem svetu. V arheološkem in zgodnjem klasičnem obdobju (približno 6. in v začetku 5. stoletja pr. n. št.) so se arhitekturne oblike prvih templjev utrdile in dorski je prevladoval. Široko sprejeta teorija v klasičnih študijah je, da so bile najstarejše tempeljske strukture iz lesa, velike oblike ali elementi arhitekturnega sloga pa so bili precej trajni. V tem obdobju je v zgodnjih templjih v različnih krajih v grškem svetu les zamenjal okrašen, poliran kamen, vendar so ohranili oblike in podobe starih lesenih slogov. Strukture so postale kamnite, zato govorimo o okamnitvi ali petrifikaciji ali "okamenjenem tesarstvu" .
Ta previdna ohranitev primitivnega lesenega videza v kamnu novejših zgradb je bila natančno vidna, kar kaže na to, da je to morda narekovala vera, ne pa estetika, čeprav so zdaj točni razlogi izgubljeni v megli antike. Ni pa za vse sredozemske civilizacije značilen ta prehod. Etruščani v Italiji so bili v svojem prvem obdobju močno odvisni od stika z grško kulturo in religijo, vendar so obdržali svoje lesene templje (z nekaj izjemami), dokler se njihova kultura ni popolnoma stopila z rimskim svetom, velik lesen tempelj Jupitra na Kapitolu v Rimu je dober zgled za to.